# Pseudocletodes vararensis
Pseudocletodes vararensis är en kräftdjursart som beskrevs av T. Scott och A. Scott 1893. Pseudocletodes vararensis ingår i släktet Pseudocletodes och familjen Huntemanniidae. Inga underarter finns listade i Catalogue of Life.